# レモネード (保険会社)
レモネード（英語: Lemonade, Inc.)は、アメリカ合衆国ニューヨークに拠点を置くピアツーピア損害保険会社。組織構造はデラウェア州のLemonade, Inc,の下にニューヨークの保険会社Lemonade Insurance Company、ニューヨークの保険代理店Lemonade Insurance Agency, LLC、イスラエルの技術と研究開発Lemonade, Ltdが存在し、一般的にレモネードとはこの子会社3社を指す。レモネードは自社を「特定の目的のために構築された、テクノロジファースト、垂直統合型、レガシーフリーの保険会社であり、世界初のピアツーピア保険会社である」と謳っている。米国内のインシュアテックのスタートアップの多くは仲介業務に徹しているが、レモネードは自社の保険商品を販売しているという特徴がある。

## 概要
2015年4月にPowermat社長ダニエル・シュライバーとFiverr.com創業者のシャイ・ウィニガーによって設立された。元々保険業界と関わりのなかった2人によって作られたため、従来の保険会社とは異なる要素が多く人工知能(AI)と行動経済学をビジネスモデルの中心に位置づけている。2018年1月現在、ニューヨーク州・カリフォルニア州・イリノイ州・テキサス州・オハイオ州・ネバダ州・ニュージャージー州・ロードアイランド州の8州で保険サービスを提供している。

## 沿革
- 2015年4月 - Daniel SchreiberとShai Winingerによりレモネード設立[4]
- 2015年12月8日 - シードラウンドでSequoia Capital、Alephより1,300万ドル調達[5]
- 2016年9月21日 - ニューヨーク州でP2P保険サービスを発表[6]
- 2016年8月23日 - シリーズAラウンドでXL Innovateより1,300万ドル調達[7]
- 2016年12月5日 - シリーズBラウンドでGeneral Catalyst、Thrive Capital、Tusk Ventures、Sequoia、GV（旧Google Ventures）より3,400万ドル調達[8]
- 2017年4月4日 - イリノイ州でサービス提供開始[9]
- 2017年4月24日 - Allianzから資金調達[10]
- 2017年5月10日 - カリフォルニア州でサービス提供開始[11]
- 2017年12月19日 - シリーズCラウンドでソフトバンクグループ、GV（Google Ventures）、Sequoia Capital、Allianzより1億2,000万ドル調達[12]

## AIの活用
契約から保険金の支払いまでの手続きはWEBもしくはアプリのみで完結する仕組みになっており、加入手続きはチャットボットの質問に対しYesやNoで答え保険料が算定される。クレーム処理や保険金の手続きもチャットボットが対応し保険代理人が自宅まで来て被害状況を検分しない。
このように保険約款策定業務の大部分はAIチャットボットを利用したコンピューター処理によって自動化されており人手は介在しない。AIはリスク分析や保険プランの内容や価格設定にも用いられており徹底したコストダウンを実現させている。また、代理店を置かず直販のみで営業を行っており、商品も複雑な保険商品ではなくわかりやすいシンプルな火災保険や盗難など家具・電気製品の損害保険を提供している。仕組みがわかりやすいため初めて保険に入る若年層に圧倒的に支持をされ、顧客のうち初めて保険を購入した人の割合は27.6%を占めている。これらにより保険料は自宅保有者向けの保険料は月25米ドルから、賃貸人向けは月5米ドルからとなっており、レモネード利用者の平均的なアパートの賃貸者が同社の保険を利用した場合の掛け金は5.7ドルで米保険大手4社の平均17.8ドルよりも安い。

## 行動経済学の活用
行動経済学に基づいた試みとしてダン・アリエリーデューク大学教授を起用し、「ソーシャルインシュランス」という仕組みを導入した。あらかじめユーザーが支援したいチャリティー団体を選び加入者で少人数のグループをつくり、グループで1年間保険請求しなかった場合、翌年の保険料をディスカウントされる上にその団体へグループから「お返し」が寄付される。グループ内の道徳面を利用することで加入時に正直な申告を促す効果やモラル・ハザードを防ぐ効果が期待されている。
レモネードでは家財保険料の20%のみ徴収し、余った掛け金を利益として留保しない構造となっている。従来の保険会社は「保険金の支払いは損失」と考え保険金を請求する顧客と利害対立していたが、保険会社への不信感は顧客の粉飾請求の動機になりやすかった。「ソーシャルインシュランス」の仕組みでは支援団体への寄付が減るため粉飾請求の動機が働きにくく、粉飾防止策を講じるよりも寄付をしたほうがコストは安くなるとされる。その他、虚偽判定や保険金詐欺を阻止する試みとしてAIには18種類のアルゴリズムを導入している。なお、グループでプールした資金より請求が多い場合は外部の保険会社から払われる。